# The Dynamics of an Asteroid
The Dynamics of An Asteroid (în română Dinamica unui asteroid) este o carte fictivă a profesorului James Moriarty, dușmanul implacabil al lui Sherlock Holmes. Cartea este descrisă de autorul Arthur Conan Doyle în romanul "Valea terorii" (scris în 1914, dar a cărui acțiune se petrece în 1888) când Sherlock Holmes, vorbind de profesorul Moriarty, afirmă:
Nu este el autorul cărții The Dynamics of an Asteroid, o carte ce ajunge la niveluri atât de înalte ale matematicii pure încât se spune că nu a existat niciun om în presa științifică capabil să o critice?
Cu acest talent remarcabil, profesorul Moriarty trezește respectul profund al lui Sherlock Holmes, unul dintre puținii adversari față de care are acest sentiment (Irene Adler fiind un altul).
Doyle îl portretizase pe profesorul Moriarty și ca autor al unui tratat despre teorema binomială, scris când avea numai 21 de ani. Această lucrare trata un subiect complet diferit și trebuia să fi fost un pic mai accesibilă, deoarece i-a adus o poziție de profesor de matematică la o universitate de provincie.

## Lucrări reale relaționate
În 1821, Carl Friedrich Gauss a scris un tratat  cu privire la dinamica unui asteroid (1 Ceres). Cu toate acestea, s-a înțeles imediat  și metoda sa este folosită și astăzi (vezi metoda lui Gauss).
Cu două decenii înainte de scrierea lui Arthur Conan Doyle, astronomul dinamic american Simon Newcomb a publicat o serie de cărți în care analiza mișcarea planetelor în cadrul sistemului solar. Dușmănosul notoriu profesor Newcomb ar fi putut să fie o sursă de inspirație pentru profesorul Moriarty.
Un exemplu de matematici care nu ar putea fi criticate sunt scrisorile lui Srinivasa Ramanujan, trimise mai multor matematicieni de la Universitatea Cambridge în 1913. Doar unul dintre ei, G. H. Hardy, le-a recunoscut meritele. În ciuda faptului că erau experți în domeniu, el și J.E. Littlewood au adăugat că multe dintre ele "m-au învins complet; eu nu am mai văzut nimic cel puțin care să semene cu acestea până acum."

## Discuții cu privire la conținutul posibil al cărții
Doyle nu a furnizat indicii referitoare la conținutul cărții. Acest lucru nu i-a împiedicat în niciun fel pe oameni să facă speculații cu privire la ceea ce conținea acea carte. Iată câteva eseuri pe această temă realizate de unii autori celebri, precum și o listă de mai multe referințe:
- "The Ultimate Crime", povestire de Isaac Asimov, în Sherlock Holmes Through Time and Space, Severn House (UK), 1985. pp. 339–355. ISBN 0-312-94400-4

- "The Dynamics of An Asteroid", povestire de Robert Bloch, The Baker Street Journal, 1953 (Publicată și în Marvin Kaye (ed.), The Game Is Afoot, St Martin's Press (USA), 1994. pp. 488–493 ISBN 0-312-11797-3)

- În romanul "Spider-Man: The Revenge of the Sinister Six" de Adam-Troy Castro se face o trimitere voalată la Moriarty și la Dinamica sa. Se precizează acolo că această lucrare este considerată a fi lucrarea de căpătâi cu privire la bombardamentul orbital.

## Analiza trimiterilor
Analiza trimiterilor, care presupune examinarea trimiterilor din documente, este utilizată în căutarea de materiale și analizarea meritului lor. Deoarece analiza trimiterilor nu se uită la conținutul unui document, ci numai la trimiterile la el, ea poate fi aplicată la documente cum ar fi Dinamica unui asteroid sau Tratatul despre teorema binominală care nu există în realitate.
Dinamica unui asteroid este menționată în literatura profesională de specialitate  și în manuale.
Lista din secțiunea anterioară prezintă 42 de trimiteri la Dinamica unui asteroid și 27 la Tratatul despre teorema binomială, fiind o listă limitată, deoarece nu a fost adusă la zi. O căutare on-line, din 2005, pentru aceste titluri cu autor Moriarty, găsește 263 de referiri la Dinamică și 209 la Tratat. Acestea sunt cifre excelente pentru orice lucrare științifică, media generală fiind de aproximativ 6 trimiteri. Ele sunt chiar mai bune când se compară cu alte studii din aceeași epocă - de pe la 1900, Catalog of Scientific Papers al Societății Regale care prezintă 800.000 de lucrări științificedin 3.000 de 3000 reviste.  Cele mai multe dintre acestea au fost uitate și doar câteva sunt încă de referință astăzi, după cum se arată prin analizarea trimiterilor la vechile articole științifice  The Dynamics of An Asteroid se află în grupul select al lucrărilor științifice din epoca victoriană, care sunt încă amintite și de luate ca referințe chiar și astăzi, în ciuda (sau poate din cauza) non-existenței sale.